# Astomaspis bidentata
Astomaspis bidentata är en stekelart som först beskrevs av Gyöö Viktor Szépligeti 1908.  Astomaspis bidentata ingår i släktet Astomaspis och familjen brokparasitsteklar. Inga underarter finns listade.